# Geowiki

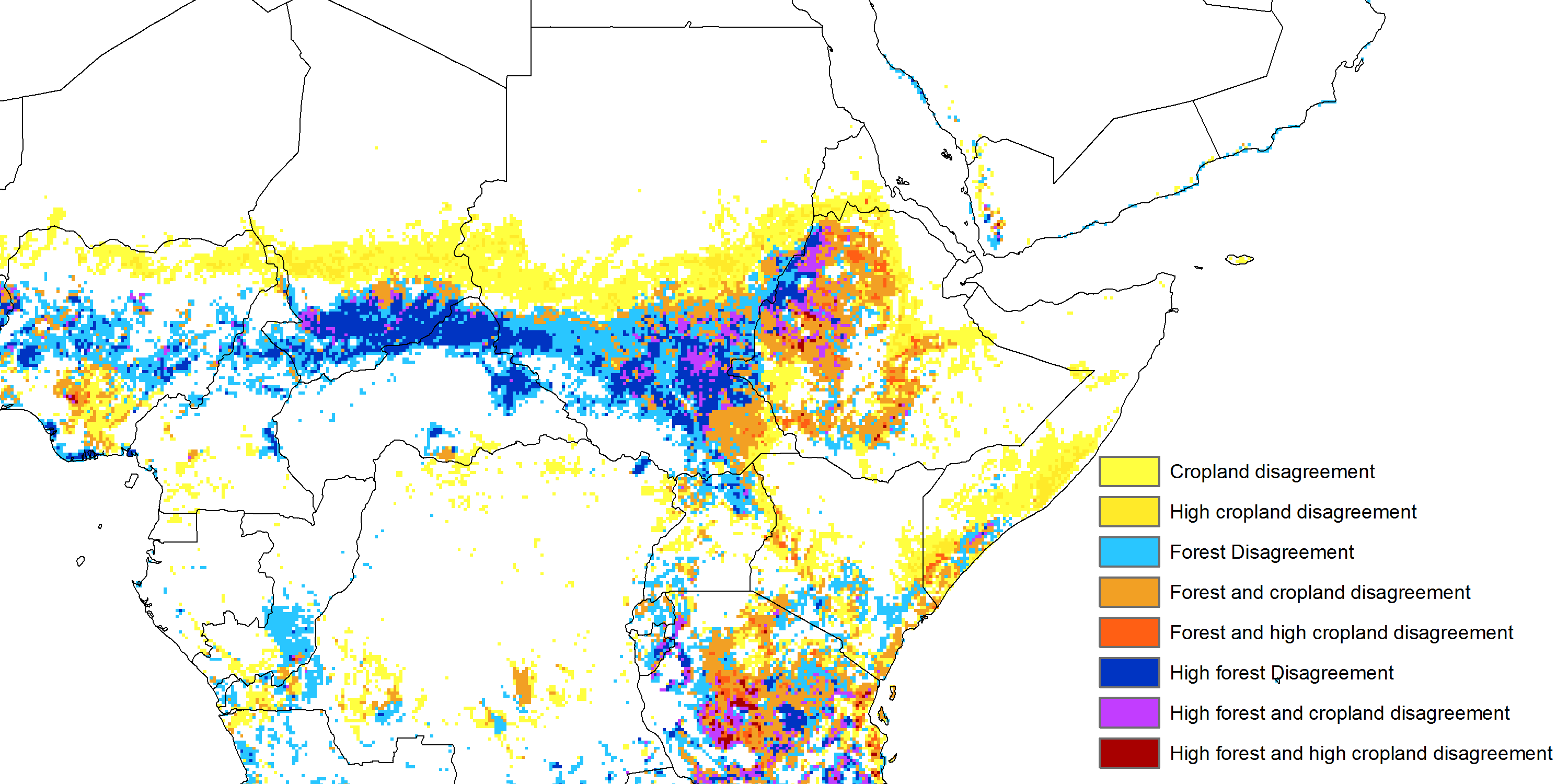
Mapa de las diferencias en la cobertura de la tierra en África, para tierras de cultivo y bosques, obtenido a partir de GlobCover, MODIS y GLC2000. Disponible en www.geo-wiki.org

Geo-Wiki es una plataforma que oferta a los ciudadanos los medios para unirse en la monitorización ambiental de la Tierra, suministrando resultados o respuestas a la información espacial existente en imágenes de satélite o aportano datos enteramente nuevos. Los datos pueden ser insertados a través de la plataforma tradicional o dispositivos móviles, con campañas y juegos usados para incentivar la entrada de datos para su computación. Los datos resultantes están disponibles sin restricciones